# Trešnjeva Glava
Trešnjeva Glava je naseljeno mjesto u sastavu općine Zenice, Federacija Bosne i Hercegovine, BiH. Nalazi se istočno od Babine rijeke.

## Stanovništvo
Prema popisu 1991. ovdje su živjeli:
- Muslimani - 291 (99,66%)
- ostali i nepoznato - 1 (0,34%)